# Tohorot
Tohorot (hebr. סדר טהרות, pol. Czystości) – ostatni z sześciu porządków Miszny. Obejmuje przepisy dotyczące rytualnej czystości i rytualnego skażenia.

## Podział
Porządek Tohorot obejmuje 12 traktatów:
1. Kelim (hebr. קילים; pol. Naczynia); o prawach odnoszących się do nieczystości rytualnej naczyń, rozmaitych sprzętów, odzieży.
2. Ohalot (hebr. אוהלות; pol. Namioty); o nieczystościach spowodowanych kontaktem ze zwłokami.
3. Negaim (hebr. נגאים; pol. Plagi); o prawach dotyczących trądu.
4. Para (hebr. פרה; pol. Krowa); rozporządzenia dotyczące para aduma, czerwonej jałówki.
5. Tohorot (hebr. טהורות; pol. Rzeczy czyste); o prawach związanych z nieczystościami trwającymi do zachodu słońca.
6. Mikwaot (hebr. מקבאות; pol. Kąpiele); o konieczności korzystania z Mykwy.
7. Nidda (hebr. נידה; pol. Nieczystość z powodu miesiączki); o prawach odnoszących się do oczyszczania kobiet, które mają menstruację.
8. Machszirin (hebr. מקשירין; pol. Przygotowania); odnosi się do skażenia potraw przez pewne płyny.
9. Zawim (hebr. זוים; pol. Cierpiące na upławy); prawo dotyczące mężczyzn i kobiet mających wycieki.
10. Tewul jom (hebr. תבול יום; pol. Zanurzenie za dnia); o prawie odnoszącym się do człowieka zanurzonego w Mykwie, lecz pozostającym nieczystym do zachodu słońca.
11. Jadaim (hebr. ידיים; pol. Ręce); o prawach dotyczących rytualnego obmywania rąk.
12. Ukcin (hebr. וקצים; pol. Szypułki); o prawach odnoszących się do skażenia roślin oraz owoców przez niejadalne ich części[1].

## Liczba rozdziałów i stron
Poniżej przedstawiono zestawienie liczby rozdziałów Miszny i Tosefty w obrębie traktatów Porządku Tohorot, a także liczbę stron w Talmudzie Babilońskim oraz Jerozolimskim, jaką dany traktat zajmuje. Liczbę stron podano według edycji wileńskiej.
|            | LICZBA ROZDZIAŁÓW | LICZBA ROZDZIAŁÓW | LICZBA STRON      | LICZBA STRON        | LICZBA STRON |
| ---------- | ----------------- | ----------------- | ----------------- | ------------------- | ------------ |
| TRAKTAT    | MISZNA            | TOSEFTA           | TALMUD BABILOŃSKI | TALMUD JEROZOLIMSKI |              |
| Kelim      | 30                | 25                |                   |                     |              |
| Ohalot     | 18                | 18                |                   |                     |              |
| Negaim     | 14                | 9                 |                   |                     |              |
| Para       | 12                | 12                |                   |                     |              |
| Tohorot    | 10                | 11                |                   |                     |              |
| Mikwaot    | 10                | 8                 |                   |                     |              |
| Nidda      | 10                | 9                 | 73                | 13                  |              |
| Machszirin | 6                 | 3                 |                   |                     |              |
| Zawim      | 5                 | 5                 |                   |                     |              |
| Tewul jom  | 4                 | 2                 |                   |                     |              |
| Jadaim     | 4                 | 2                 |                   |                     |              |
| Ukcin      | 3                 | 3                 |                   |                     |              |